# Pedro Barros (Miracatu)
Pedro Barros é um distrito do município brasileiro de Miracatu, no interior do estado de São Paulo. O distrito é formado pela vila de Pedro Barros (sede) e pelo bairro rural de Musácea (área urbana isolada).

## História

### Origem

#### Pedro Barros
O local onde hoje se encontra o distrito fazia parte dos 1.200 alqueires de matas virgens do então denominado Porto da Serra, oferecido pelo Capitão Luiz de Athaíde Barros como presente de núpcias à Pedro Barros.
De posse das terras Pedro Barros transformou-as numa magnífica fazenda, produtora de cereais, cana de açúcar e aguardente, que abasteciam as regiões do litoral.

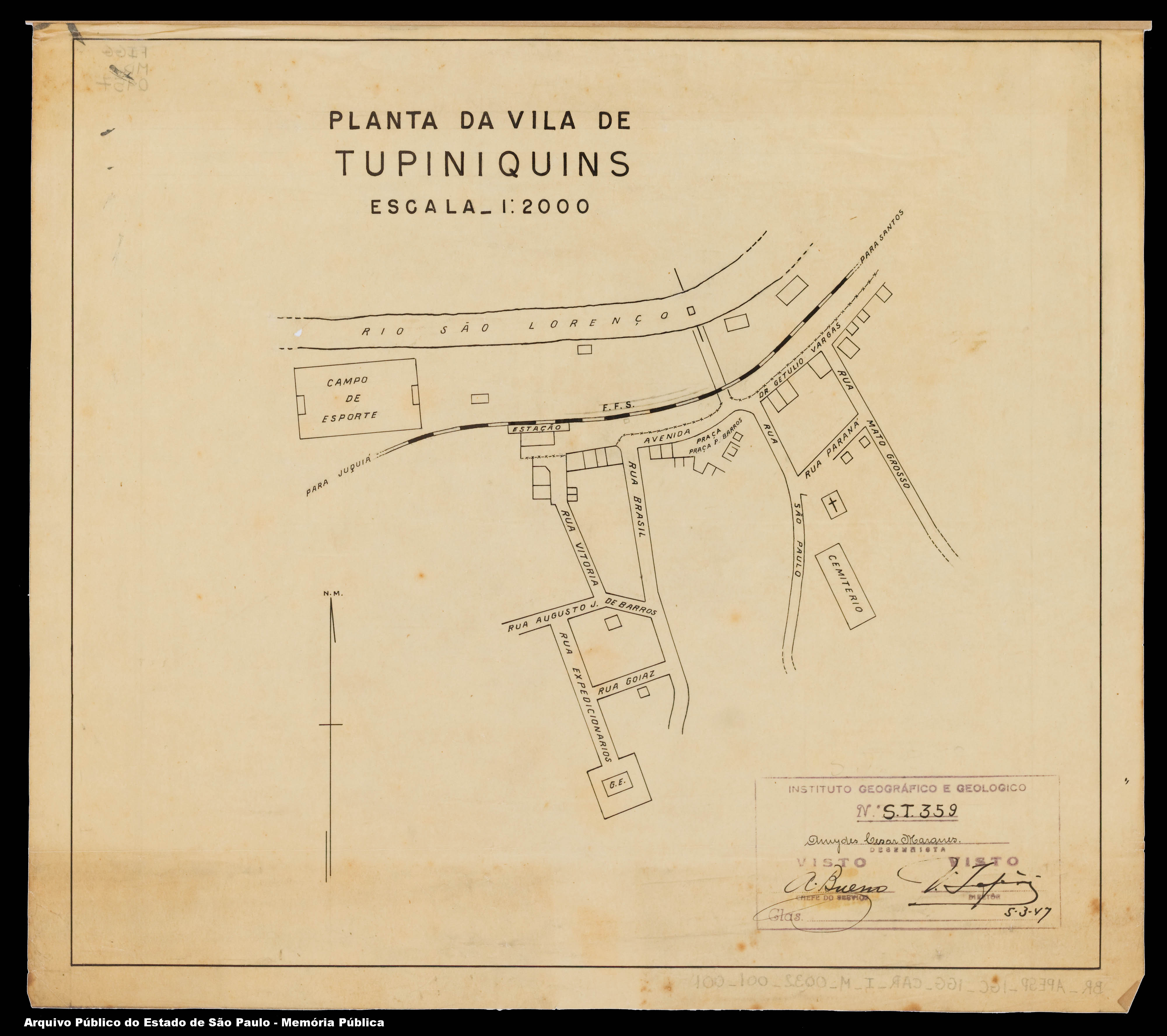
Planta da área urbana original.

O povoado se desenvolveu ao redor da estação ferroviária Pedro de Barros, inaugurada pela Southern São Paulo Railway nestas terras em 01/07/1916.

#### Musácea
O bairro se desenvolveu ao redor da estação ferroviária Musácea, inaugurada pela Estrada de Ferro Sorocabana em 02/05/1940.

### Formação administrativa
- Distrito policial de Pedro de Barros, criado pelo Decreto n° 6.774 de 15/10/1934 no município de Iguape[6].
- Pelo Decreto-Lei n° 14.334 de 30/11/1944 é criado o distrito de Tupiniquins, com o povoado de Pedro de Barros mais terras dos distritos de Miracatu (sede) e Pedro de Toledo[7].
- A Lei n° 2.456 de 30/12/1953 altera a denominação do distrito para Pedro Barros[8].
- Pela Lei n° 3.198 de 23/12/1981 perdeu terras para a formação do distrito de Santa Rita do Ribeira[9].

## Geografia

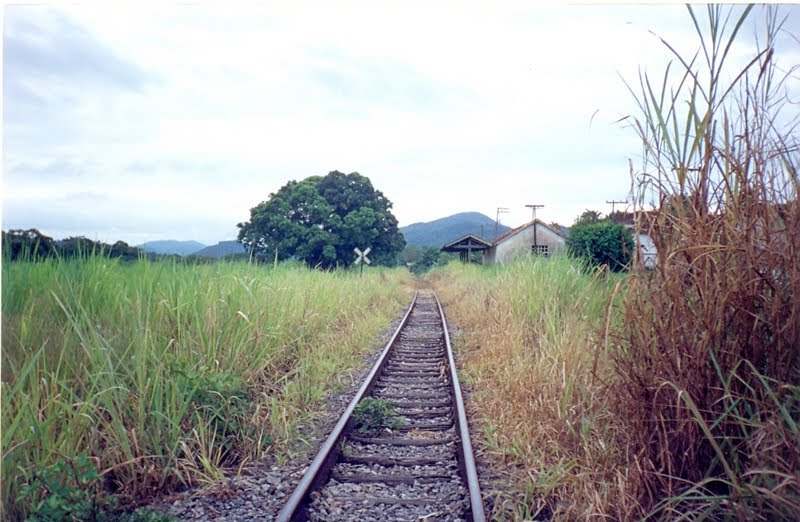
Pátio Musácea.

### Demografia

#### População urbana (Pedro Barros)
| Crescimento população urbana | Crescimento população urbana | Crescimento população urbana | Crescimento população urbana |
| Censo                        | Pop.                         |                              | %±                           |
| ---------------------------- | ---------------------------- | ---------------------------- | ---------------------------- |
| 1950                         | 218                          |                              | —                            |
| 1960                         | 250                          |                              | 14,7%                        |
| 1970                         | 273                          |                              | 9,2%                         |
| 1980                         | 282                          |                              | 3,3%                         |
| 1991                         | 217                          |                              | −23,0%                       |
| 2000                         | 160                          |                              | −26,3%                       |
| 2010                         | 192                          |                              | 20,0%                        |
| Fonte: IBGE e Fundação SEADE |                              |                              |                              |

#### População urbana (Musácea)
| Crescimento população urbana | Crescimento população urbana | Crescimento população urbana | Crescimento população urbana |
| Censo                        | Pop.                         |                              | %±                           |
| ---------------------------- | ---------------------------- | ---------------------------- | ---------------------------- |
| 1991                         | 371                          |                              | —                            |
| 2000                         | 372                          |                              | 0,3%                         |
| 2010                         | 334                          |                              | −10,2%                       |
| Fonte: IBGE e Fundação SEADE |                              |                              |                              |

Pelo Censo 2010 (IBGE) a população urbana total do distrito era de 526 habitantes.

#### População total
Pelo Censo 2010 (IBGE) a população total do distrito era de 2 164 habitantes.

### Área territorial
A área territorial do distrito é de 227,359 km².

### Rodovias
O principal acesso ao distrito é a Rodovia Régis Bittencourt (BR-116).

### Ferrovias
Pátio Musácea (ZNK) da Linha Santos-Juquiá (Sorocabana), estando a ferrovia atualmente desativada sob concessão da Rumo Malha Paulista.

## Serviços públicos

### Registro civil
Atualmente é feito no próprio distrito, pois o Cartório de Registro Civil das Pessoas Naturais ainda continua ativo.

### Saneamento
O serviço de abastecimento de água é feito pela Companhia de Saneamento Básico do Estado de São Paulo (SABESP).

### Energia
A responsável pelo abastecimento de energia elétrica é a Neoenergia Elektro, antiga CESP.

### Telecomunicações
O distrito era atendido pela Telecomunicações de São Paulo (TELESP), que inaugurou a central telefônica utilizada até os dias atuais. Em 1998 esta empresa foi vendida para a Telefônica, que em 2012 adotou a marca Vivo para suas operações.

## Religião
O Cristianismo se faz presente no distrito da seguinte forma:

### Igreja Católica
- A igreja faz parte da Diocese de Registro[23].

### Igrejas Evangélicas
- Congregação Cristã no Brasil[24].